# 심의섭 (법조인)
심의섭(沈宜燮, 1937년 12월 15일 ~ 2016년)은 대한민국의 제14대 광주지방법원 원장과 제9대 수원지방법원 원장을 역임한 법조인이다.

## 생애
1960년 제12회 고등고시 사법과에 합격하여 1961년 육군 법무관을 전역하고 판사에 임용되었다.
1975년 2월 10일 ~ 1986년 4월 16일 광주지방법원 부장판사와 광주고등법원 수석 부장판사를 지냈다.
1986년 4월 17일 ~ 1988년 9월 30일 제14대 광주지방법원 원장을 역임하였다.
1988년 10월 1일 ~ 1991년 2월 20일 제9대 수원지방법원 원장에 임명되어 2년 5개월 동안 역임하였다.
1991년 2월 20일 일신상의 이유로 사직하였다.

## 주요 판결
- 광주지방법원 형사2부 재판장으로 재직하던 1977년 9월 24일에 무등산 무당골 철거반원을 집단 살해한 박흥숙(21세)에게 "범행 동기가 행정력의 과잉 단속에서 빚어졌으나 공무집행중인 공무원 4명이나 살해한 것은 용서받을 수 없다"며 사형을 선고했다.[2]